# W350 پروژه
پروژه W350 یک آسمان خراش چوبی پیشنهادی در مرکز توکیو ژاپن است که در سال 2018 به رسمیت اعلام شد. این آسمان خراش قرار است با 70 طبقه به ارتفاع 350 متر برسد که با اتمام آن بلندترین آسمان خراش چوبی و همچنین بالاترین آسمان خراش ژاپن خواهد شد. آسمان خراش قرار است ساختمانی با کاربری مختلط شامل فضای مسکونی ، اداری و تجاری (فروشگاه) باشد.

## ملاحظات
این برج قرار است از 90٪ چوب ساخته شود و مابقی آن از جنس استیل باشد ، به دلیل فعالیت لرزه ای زیاد منطقه ، از بریس های فولادی برای تقویت مقاومت در برابرد بار های جانبی همچون باد و زمین لرزه استفاده می شود . از آنجا که ثابت شده سازه های چوبی بسیار مقاوم در برابر زلزله هستند ، چوب متریال انتخاب شده برای ساخت این برج است. این پروژه به 185000 متر مکعب چوب (یا 6.5 میلیون فوت مکعب  ) احتیاج دارد و قصد دارد جنگل و تقاضای چوب را در ژاپن احیا کند.  انتخاب چوب ، جدا از زیبایی ، بخشی از یک حرکت بزرگتر است که هدف آن "تغییر شهرها به جنگل" است. (ایجاد شهر های سبز و اکوسیستماتیک)  همچنین هنگام تخریب سازه های چوبی نسبت به سازه های بتنی بازسازی یا تعویض آن آسان تر است و کمتر به محیط زیست آسیب میزند. دو سوم ژاپن توسط جنگل پوشینده شده است و پس از فنلاند ، دومین کشور پر درخت و سرسبز کشورهای OECD (سازمان همکاری و توسعه اقتصادی ) است. ( ژاپن از نوامبر 1962 عضو این سازمان است ) اکثر درخت های ژاپن پس از جنگ جهانی دوم کاشته شد و اکنون به بلوغ رسیده است. 
این آسمان خراش توسط شرکت معماری نیکن سکی طراحی شده و توسط شرکت Sumitomo Forestry پیشنهاد شده و ساخته میشود . 
هزینه ساخت این برج 5.6 میلیارد دلار برآورد شده است.  

## مطالب مشابه
- لیست بلندترین ساختمان های چوبی
- خانه بروک کامنز تالوود
- لیست بلندترین ساختمانهای جهان